# تابت
تابت (به انگلیسی: Taobat) یک روستا در پاکستان است که در ناحیه نیلم واقع شده‌است. تابت ۲٬۲۸۶٫۰۳ متر بالاتر از سطح دریا واقع شده‌است.